# Memphis (Texas)
Pour les articles homonymes, voir Memphis.
La ville de Memphis est le siège du comté de Hall, dans l’État du Texas, aux États-Unis. Sa population s’élevait à 2 290 habitants lors du recensement de 2010, estimée à 2 137 habitants en 2016.

## Source
- (en) Cet article est partiellement ou en totalité issu de l’article de Wikipédia en anglais intitulé « Memphis, Texas » (voir la liste des auteurs).